# Sveriges utrikes- och säkerhetspolitik under kalla kriget

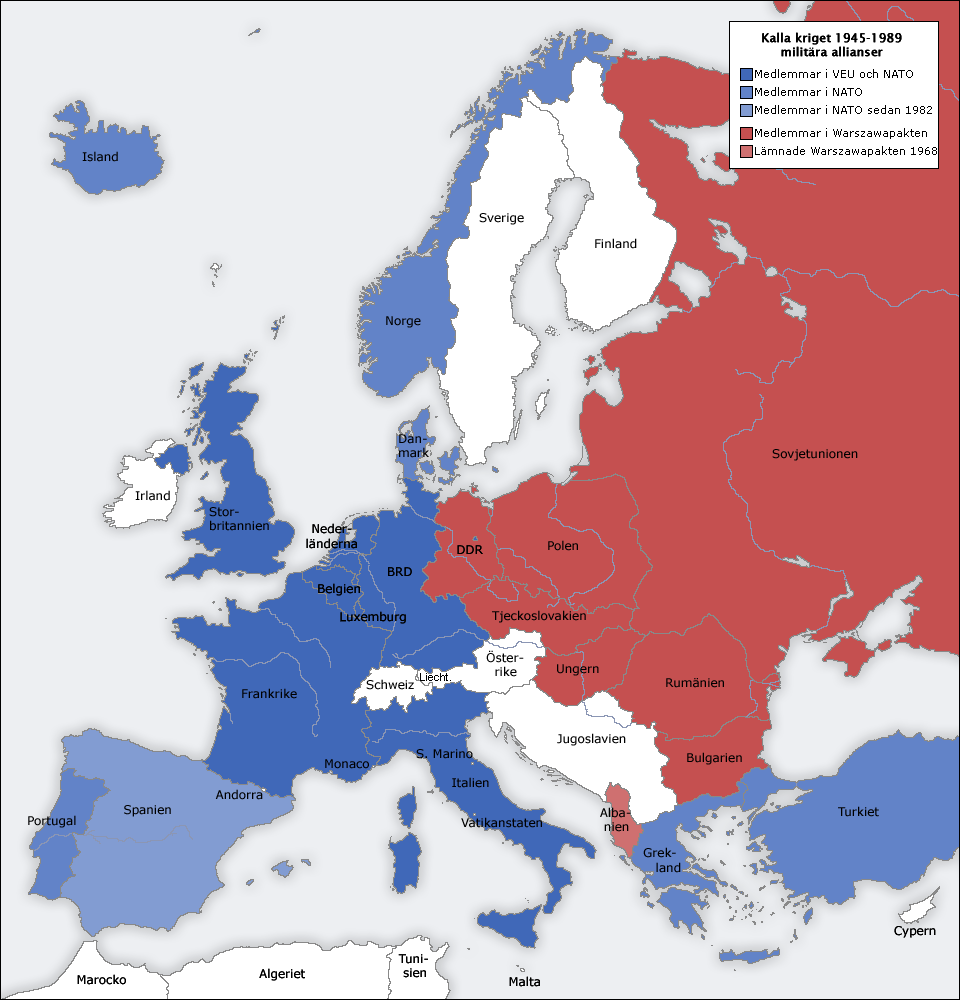
De två militärblocken i Europa med det alliansfria Sverige mod nord

Sveriges utrikes- och säkerhetspolitik under kalla kriget utformades efter andra världskrigets slut med hänsyn till landets geografiska position mellan de två militärallianserna NATO och Warszawapakten. Genom att de jure vara alliansfritt i fredstid ville landet signalera en fortsättning på småstatspolitiken som präglat historien efter 1815. Samtidigt förelåg ett långtgående samarbete med NATO och Finland riktat mot hotet från Sovjetunionen. Viktiga händelser var baltutlämningen, flera spionaffärer, nedskjutningen av en svensk DC-3:a (Catalinaaffären) och påstådda och verkliga ubåtskränkningar. 

## 1945–1949: Förtroendeskapande och eftergifter
Direkt efter andra världskrigets slut fanns det en förhoppning om att stridsfrågor mellan stormakterna skulle kunna lösas av det nybildade Förenta nationerna. FN bildades 1945 men Sverige blev inte medlem förrän 1946 efter en viss debatt.
Gentemot Sovjetunionen förde Sverige en politik som skulle verka förtroendeskapande. Från svensk sida hoppades man kunna bidra till att minska misstron mellan stormakterna vilket i sin tur skulle gynna Sveriges säkerhet. Från sovjetisk sida var förväntningarna låga på att Sverige skulle hålla sig neutral vid en framtida kris. Sovjetunionens ambassadör i Stockholm, Aleksandra Kollontaj, rapporterade strax före krigsslutet att på samma sätt som Sverige intensivt manövrerade och gick med på varje kompromiss för att inte dras in i världskriget, så skulle landet med all säkerhet komma att bete sig även i framtiden.
Från 1944 och framåt hade 30 000 balter flytt över Östersjön till Sverige. Till en början krävde Sovjetunionen att samtliga skulle utlämnas. Detta krav mildrades dock snabbt och den 2 juni 1945 begärde Sovjetunionen formellt att de militärer som varit i tysk tjänst vid krigsslutet men flytt till Sverige skulle utlämnas. Den 15 juni beslutade samlingsregeringen att tillmötesgå denna begäran men också att utlämna tysk militär som kommit till Sverige strax före krigsslutet. Det totala antalet var ungefär 3 200 personer, varav omkring 167 balter. Regeringens beslut hölls hemligt.
Efter att samlingsregeringen avgått övertogs ärendet av Regeringen Hansson IV. Beslutet att utlämna flyktingarna blev offentligt och en debatt startade men regeringens beslut ändrades inte. Den 5 december 1945 påminde Sovjetunionen i en not om Sveriges förpliktelser. Frågan diskuterades i utrikesnämnden där statsminister Hansson menade att Sverige inte kunde bryta löftet och antydde att det hela kunde bli en kabinettsfråga om regeringen inte hade stöd för sin utrikespolitik. Fram till den 25 januari 1946 återsändes 2 518 personer till Sovjetunionen, varav cirka 150 baltiska flyktingar. 8 personer ansågs som obotligt sjuka eller icke transportabla.

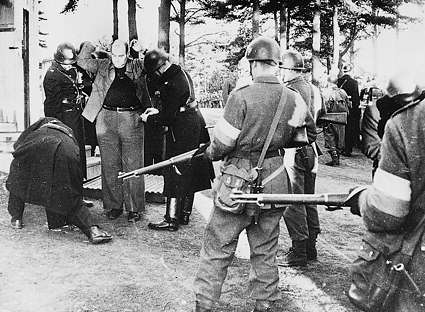
Baltiska och tyska soldater på flykt utlämnas till Sovjetunionen i januari 1946. Sovjetunionen krävde att samtliga skulle utlämnas, även balter som varit i tysk tjänst. Trots stark kritik och intern oenighet böjde sig den svenska regeringen för de sovjetiska kraven. Bilden visar den svenska polis- och militärbevakningen vid Ränneslätt utanför Eksjö i samband med utlämningen.

Genom Sveriges tillmötesgående vad gäller baltutlämningen blev relationen till Sovjetunionen god. I juni 1946 kunde Staffan Söderblom, svensk ambassadör i Moskva, meddela att både Stalin och utrikesminister Molotov uttryckt sig positivt om relationen till Sverige. När Söderblom lämnade ambassadörsposten togs han den 15 juni 1946 personligen emot av Stalin, något mycket ovanligt.
Genom ytterligare en åtgärd sökte Sverige öka förtroendet för Sverige hos Sovjetunionen. Genom att den svenska regeringen ställde en kredit på 1 miljard kronor till förfogande skulle svenska företag kunna sälja varor till Sovjet. Den svenska regeringen hade först diskuterat frågan på hösten 1944. Sommaren 1945 föreslog Sovjet en miljardkredit. Under våren 1946 inleddes förhandlingar. I pressen fördes en omfattande debatt om denna så kallade "rysskredit", särskilt i Dagens Nyheter där den nytillträdde chefredaktören Herbert Tingsten var absolut motståndare. Men politiskt sett rådde inte heller bred enighet om denna fråga. Ur ett borgerligt perspektiv framställdes Gunnar Myrdal, som bar främsta ansvar för krediterna, som förespråkare för en eftergiftspolitik visavi Sovjetunionen. Hans diskussioner med näringslivets företrädare utmålades som en strävan att införa ett ”kommissarievälde”.
En tredje fråga där det fanns problem i förhållandet Sverige–Sovjetunionen var frågan om Raoul Wallenberg. Wallenberg hade varit verksam vid den svenska ambassaden i Budapest men gripits av sovjetisk militär och sedan försvunnit. Sovjetiska myndigheter hävdade att de inte visste var Wallenberg fanns och antog att han dödats av ungerska banditer under de kaotiska förhållanden som rått i Ungern vid krigsslutet. De svenska utrikesministrarna Günther och Undén skötte frågan om Wallenberg mycket passivt. Vad gäller Undéns passivitet är det möjligt att detta berodde på en vilja att inte störa de goda men ändå känsliga förbindelserna med Sovjetunionen.
Försvarspolitiskt försökte den svenska regeringen skapa ett nordiskt försvarsförbund som skulle vara fristående från supermakterna. Den 3 maj reste utrikesminister Undén till Oslo för att föreslå skapandet av ett sådant samarbete mellan Sverige, Norge och Danmark. Diskussionerna fördes främst av Sverige och Norge medan Danmark hade en mer passiv roll men kunde antas acceptera vad de andra två kom överens om. I Norge väckte frågan stor debatt inom det norska Arbeiderpartiet; å ena sidan ville de inte riskera ett nytt 9 april 1940, å andra sidan skulle ett medlemskap i NATO medföra att landet med automatik skulle dras in i en stormaktskonflikt. I januari 1949 tog den norske statsministern Einar Gerhardsen ställning för ett norskt NATO-medlemskap och den 29 mars 1949 röstade Stortinget för att Norge skulle bli medlem i NATO. Således kom frågan om ett nordiskt försvarsförbund att falla.

## 1949–1962: Dubbelpolitik
I och med undertecknandet av Atlantpakten den 4 april 1949 hade Sverige hamnat i det geopolitiska läge Undén velat undvika: i väster NATO-medlemmarna Danmark och Norge, i öster Sovjetunionen samt Finland, som genom VSB-fördraget var säkerhetspolitiskt knutet till Sovjetunionen och där stor osäkerhet rådde huruvida landet skulle kunna bibehålla sin frihet.
Gentemot Sovjetunionen kunde den svenska regeringen använda två strategier. Som nämnts fanns möjlighet att genom förtroendeskapande åtgärder göra (eller åtminstone försöka göra) förhållandet mellan de två länderna gott. Men en annan strategi som den svenska regeringen också använde var en slags avskräckning. Om Sovjetunionen reagerade negativt på någon svensk åtgärd eller förslag, då skulle den svenska opinionen kräva en tydligare västorientering, vilket inte kunde ligga i Sovjetunionens intresse. Om det inte lönade sig för Sverige med en alliansfri politik kanske det var lika bra att ta steget fullt ut och ansluta sig till NATO? 
En sådan form av avskräckning användes på våren 1948 i samband med att Sovjetunionen förhandlade med Finland om VSB-fördraget. Den svenske ambassadören Sohlman gjorde klart att om det sovjetiska greppet över Finland var alltför starkt skulle den svenska alliansfriheten kunna omprövas.
Det fanns flera anledningar till att relationerna mellan Sverige och Sovjet var dåliga. Den FN-koalition som under USA:s ledning deltog i Koreakriget, mot Nordkorea som då var nära lierade med Sovjetunionen, stöddes av Sverige som skickade ett militärt fältlasarett som stod under amerikanskt befäl. I september 1951 greps Hilding Andersson, underofficer i flottan, och dömdes till livstids straffarbete för spioneri för Sovjetunionens räkning. I februari 1952 greps Fritiof Enbom och dömdes även han på samma grund.
1952 hade Sverige och USA inlett ett samarbete där Sverige bytte signalspaningsdata i utbyte mot amerikansk militär utrustning. Samarbetet var förstås strikt hemligt, vilket dock inte hindrade att Sovjetunionen visste om det. 

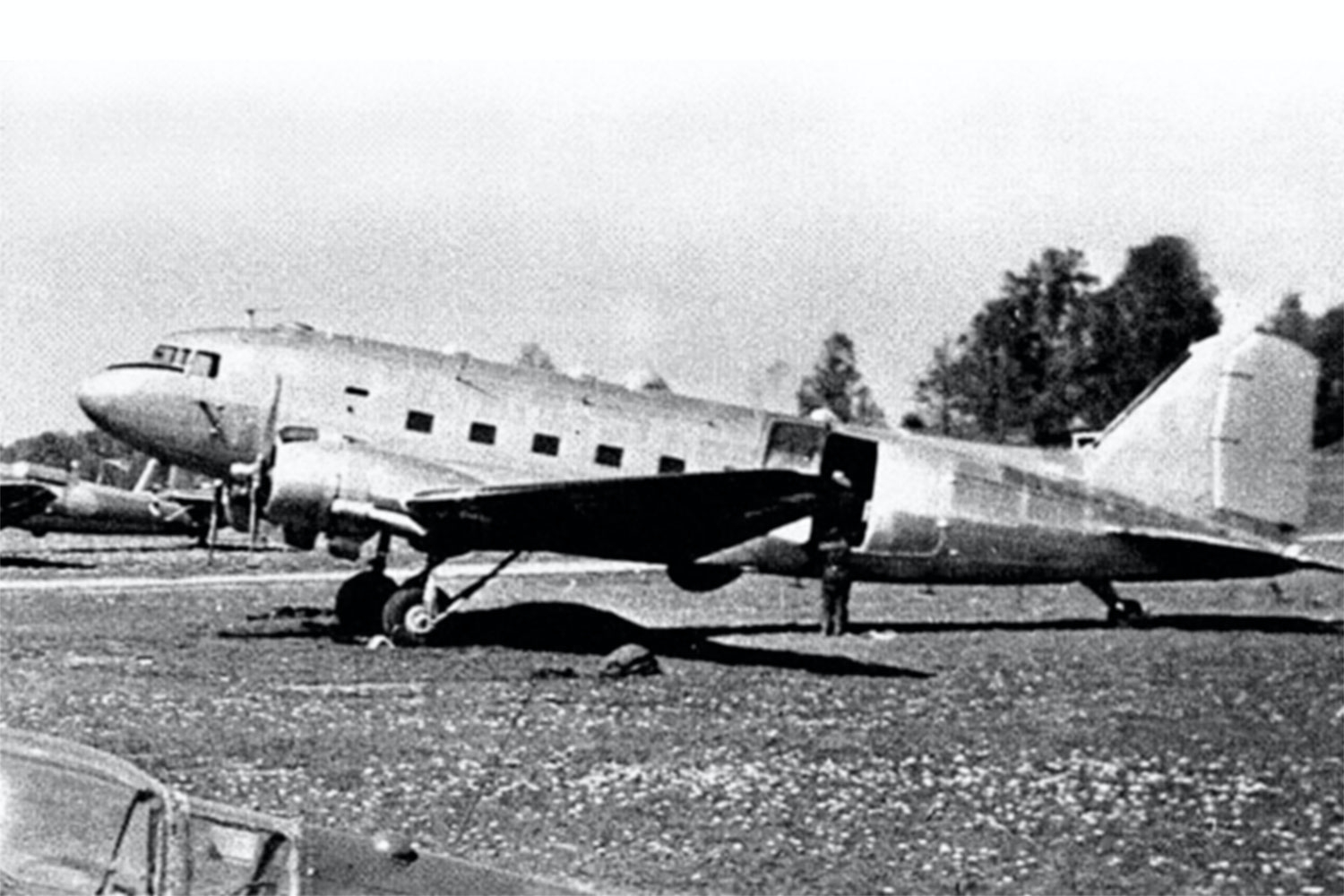
DC 3:an, en Tp 79 Hugin med flypvapennummer 79001 på F 8 Barkarby en tid före försvinnandet.

Den 13 juni 1952 utbröt den så kallade Catalinaaffären när ett svenskt signalspaningsplan av typen DC-3 sköts ned av sovjetiskt jaktflyg. Tre dagar senare sköts ett svenskt sjöräddningsplan av typen Catalina ner när detta sökte efter DC-3:an. Den svenska regeringen protesterade skarpt men Sovjetunionen förnekade all kunskap om DC-3:an. Först 1991 erkände Ryssland att DC-3:an skjutits ned över internationellt vatten.
Även om försöket att skapa ett skandinaviskt försvarsförbund hade misslyckats så inleddes ett samarbete mellan den svenska militärledningen och NATO, ofta men inte alltid genom personkontakter visavi dess motsvarigheter i Norge och Danmark för att förbereda en samverkan vid en krissituation. Den alliansfria politik som fördes betydde inte att de inte förberedde sig för en situation där Sverige trots den förda politiken blev indragen i krig.  Exempelvis fanns krigsplaceringar för officerare (däribland Pehr G. Gyllenhammar som var reservofficer) i NATO-länder för att kunna samverka och för att stadsledningen skulle kunna evakueras i händelse av ockupationsrisk.
Efter Josef Stalins död i mars 1953 skedde en avspänning mellan supermakterna. Koreakriget slutade med ett vapenstillestånd i juli 1953. I juni 1954 besökte utrikesminister Undén Sovjetunionen, i maj 1955 besökte Sovjetunionens vice utrikesminister Andrej Gromyko Stockholm. Finland blev medlem av Nordiska rådet 1955 och återfick Porkalabasen från Sovjetunionen 1956. I mars 1956 reste statsminister Erlander, utrikesminister Undén och inrikesminister Hedlund till Moskva för ett 12 dagar långt möte. Där förklarade den sovjetiske utrikesministern Molotov att Sovjetunionen fäste "mycket stor betydelse vid Sveriges neutralitet och alliansfria politik".
Det goda förhållandet mellan Sverige och Sovjetunionen bröts med Ungernrevolten i oktober 1956. Sverige protesterade mycket skarpt: "Sovjetunionen följer en högre politisk lag genom att med våld undertrycka varje försök att ändra en bestående kommunistisk regim." De sovjetiska trupperna i Ungern representerade "den nakna makten".
Den 5 mars 1957 fick den svenske ambassadören i Moskva, Sohlman, ta emot en protestnot där Sovjetunionen protesterade mot den agentverksamhet som Sverige bedrev i Baltikum. Sovjetunionen förväntade sig att den svenska regeringen skulle se till att verksamheten genast upphörde. Den svenska regeringen förnekade allting och menade att anklagelserna föll på sin egen orimlighet. Den 18 mars upprepade Sovjetunionen sin protest. Det har senare visat sig att Sverige stod bakom agentverksamhet i de baltiska sovjetrepublikerna, att detta sköttes av Försvarsstabens T-kontor och att regeringen inte hade informerats.
Den 19 juli 1959 ställdes ett planerat besök i Sverige av Nikita Chrusjtjov in. Planerna på detta besök hade kritiserats av Högerpartiets Jarl Hjalmarson och Folkpartiets Bertil Ohlin. Denna oenighet i synen på Sveriges förhållande till Sovjetunionen utmynnade i Hjalmarsonaffären; den 27 juli meddelade regeringen att den inte godtog Hjalmarson som svensk FN-delegat. Senare samma år avvisade statsminister Erlander försvarssamarbete med andra länder: "Förberedelser och överläggningar för militär samverkan med medlemmar av en stormaktsallians är sålunda helt uteslutna, om vi vill bevara förtroendet för vår utrikes- och försvarspolitik." I efterhand måste Erlanders uttalande karaktäriseras som medvetet vilseledande - Sverige hade då redan kontakter med Norge, Danmark, Storbritannien och USA om militär samverkan och/eller mottagande av bistånd i krig.
1960 gav USA Sverige en ensidig, hemlig (okänd av Sverige) militär säkerhetsgaranti. Denna fördjupades 1962. Vid ett eventuellt sovjetiskt anfall skulle Sverige bistås med militära medel. Som ett led i detta samarbete hjälpte amerikanska experter SAAB med utvecklingen av Viggen. Av samma skäl delfinansierade USA också en utbyggnad av Norska Flottan med antiubåtsinriktning.
Forskare vid KTH hjälpte också till med att förbättra träffsäkerheten på Polaris-missilerna.
1961 lanserade utrikesminister Undén den så kallade Undénplanen i FN. Planen gick ut på att kärnvapenfria länder skulle skapa regionala kärnvapenfria zoner vilket antogs skulle kunna underlätta för supermakterna att komma överens om ett provstoppsavtal. Sovjetunionen hade tidigare lagt fram liknande förslag och berömde Undénplanen medan den kritiserades av USA. Den 30 november 1961 antogs Undénplanen av FN.

## 1962–1979: Aktiv utrikespolitik

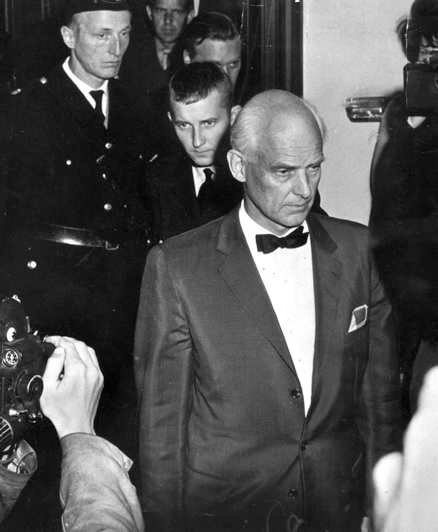
Wennerström då han häktades i Stockholms tingsrätt sommaren 1963.

1962 markerar en brytpunkt i den svenska utrikespolitiken då Östen Undén detta år avgick som utrikesminister efter 17 år. Året därefter greps översten och diplomaten Stig Wennerström och dömdes 1964 för grovt spioneri för Sovjets räkning. 
I början av 1960-talet stod det klart att Nordeuropas geostrategiska betydelse hade ökat. Under 1950-talet hade Sovjetunionen satsat stora resurser på flottan. Sovjetiska örlogsfartyg fanns på alla hav. Vid den sovjetiska flottbasen i Murmansk på Kolahalvön fanns Nordflottan, Sovjetunionens största. Genom den sovjetiska flottuppbyggnaden försvårades NATO:s försörjningsmöjligheter över Atlanten: vid en krigssituation måste NATO transportera stora mängder personal och utrustning över Atlanten.
USA:s inställning till den svenska neutraliteten framgår av ett nu offentliggjort riktlinjedokument som färdigställdes inom det amerikanska utrikesdepartementet 1962, Guidelines for policy and operations - Sweden 1962. Vid ett isolerat sovjetiskt militärt anfall mot Sverige skulle USA åta sig att bistå Sverige. I händelse av ett större europeiskt krig var USA angeläget att Sverige, om landet inte stred mot Sovjetunionen, förblev en vänligt sinnad neutral stat. USA skulle också försöka möjliggöra att Sverige kunde stå emot en sovjetisk attack. Om det skedde ett sovjetiskt anfall mot Finland var det troligt att Sverige skulle ompröva sin alliansfria politik och USA skulle då uppmuntra Sverige att bli medlem i NATO. I samma dokument förklaras att Sveriges neutralitetspolitik är värdefull för USA i den mån den fungerar som en buffert mot sovjetisk expansionism. Den svenska politiken hade stöd av alla politiska partier. I Sverige fanns långvariga demokratiska traditioner så det fanns inte någon risk för statsvälvning, till exempel en statskupp från höger eller vänster.
Från 1965 blev den svenska utrikespolitiken mer aktiv i den mening att landet mer tydligt kritiserade företeelser i andra länder. Genom Operation Aspen försökte Sverige verka som medlare mellan USA och Nordvietnam. Tyngdpunkten i den svenska kritiken låg på förhållanden i Afrika (Sydafrika och Rhodesia) men det som uppmärksammades mest var den svenska kritiken mot Vietnamkriget. 1967 förklarade utrikesminister Nilsson i FN: "Detta tappra folk, som vid det här laget har upplevt krigets fasor i mer än ett kvartssekel, måste äntligen få leva ett liv i fred och värdighet och utan utländsk inblandning. Detta måste vara alla vietnamesers dröm, en dröm som vi alla väl förstår." Följande år var den svenska regeringen mycket kritisk mot USA:s politik i Vietnam som den ansåg inte gick "att förena med våra demokratiska värderingar".

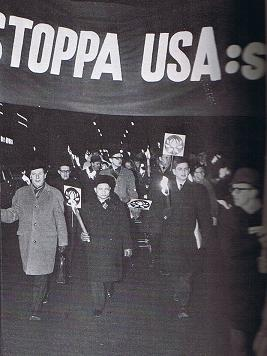
Olof Palme demonstrerar sida vid sida med Nordvietnams ambassadör Nhuyen Tho Chyan en februarikväll 1968.

Relationerna mellan USA och Sverige försämrades allvarligt 1968. Utbildningsminister Palme hade deltagit i en demonstration mot Vietnamkriget i februari 1968. I sitt tal i samband med demonstrationen förklarade Palme att "ska man tala om demokrati i Vietnam är det uppenbart att den i betydligt högre grad representeras av FNL än av Förenta staterna och dess allierade juntor". På ett känt fotografi ses Palme gå sida vid sida med Nordvietnams Moskva-ambassadör. Den amerikanska regeringen blev upprörd över symboliken i Palmes promenad med ambassadören och hans starka språkbruk och beslöt att genast kalla hem USA:s ambassadör i Stockholm, William Heath. Före sin hemresa framförde Heath USA:s protester både mot vad Palme sagt och att Sverige gav skydd åt amerikanska desertörer. Varken statsminister Erlander eller utrikesminister Nilsson ville ta avstånd från Palme och ställde sig bakom den förda politiken.
Heath återvände till Stockholm efter en månad. I en analys av den svenska neutralitetspolitiken skrev den amerikanska ambassaden till Washington att "De nyckfulla tendenserna i svensk utrikespolitik [...] har övergått i fullskalig utrikespolitisk romantik". 
Relationen mellan Sverige och USA var fortsatt dålig under 1969. I januari 1969 blev Sverige det första västland som erkände Nordvietnam. Vid den socialdemokratiska partikongressen på hösten 1969 förklarade utrikesminister Nilsson att Sverige tänkte inleda ett biståndsprogram på 200 miljoner kronor under tre år till Nordvietnam. Ambassadören Heath hade avgått i januari 1969 och den nytillträdda Nixonadministrationen väntade till april 1970 med att utse en ny ambassadör, Jerome Holland. Samtidigt fortsatte liksom tidigare det dolda arbetet med samverkan med NATO.
När Sovjetunionen invaderade Tjeckoslovakien 1968 i samband med den så kallade Pragvåren protesterade Sverige och dess ockupation beskrevs som ett "tragiskt politiskt misstag lika väl som ett brott mot rättsliga och moraliska principer".
Förhållandet med USA förbättrades något i början av 1970-talet. I samband med att Palme blev hedersdoktor vid Kenyon College i Ohio träffade han den amerikanske utrikesministern William P. Rogers och lovade att Sverige skulle verka för att få fram information om amerikanska krigsfångar i Vietnam. Förhållandet försämrades åter julen 1972 när Palme med sitt så kallade jultal liknade bombningen av Hanoi med bland annat nazisternas utrotningsläger. USA protesterade skarpt och upplyste bland annat att Sveriges nyutnämnde ambassadör i Washington Yngve Möller inte var välkommen. Kontakterna hölls därefter på en låg nivå fram till mars 1974.
Det svenska regeringsskiftet 1976 innebar en kraftig ökning av kritiken mot andra länder. Detta var oväntat eftersom Moderaterna tidigare hade varit kritiska mot vad de kallade "inrikes utrikespolitik". I stället innebar perioden 1976-1982 alltså en kraftig ökning av den svenska kritiken. Mest markant ökade den svenska kritiken av Israel som kritiserades vid 21 tillfällen. Mest kritik riktade dock Sverige mot Sydafrika, för dess apartheidpolitik, invasionen av Namibia och samarbetet med Rhodesia. Den 20 mars 1979 greps Stig Bergling i Israel och dömdes den 7 december samma år för grovt spioneri åt Sovjetunionen.

## 1979–1991: Svensk kritik av Sovjetunionen
I samband med Sovjetunionens invasion av Afghanistan i december 1979 försämrades återigen relationerna mellan Sverige och Sovjetunionen. Trots detta gjorde Sveriges utrikesminister Ullsten två besök i Moskva under första halvåret 1980.
Hösten 1980 inträffade en påstådd ubåtsincident i Stockholms skärgård som väckte stor uppmärksamhet, den så kallade Utöincidenten. Påståenden om sovjetiska ubåtskränkningar (och bekräftade sådana) präglade de försämrade relationerna mellan Sverige och Sovjetunionen under stora delar av 1980-talet.

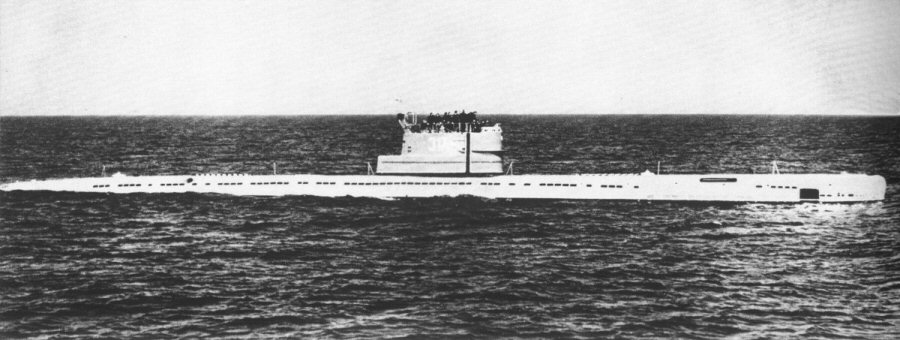
Ubåt av whiskeyklass

Den 18 september 1980 observerade vakthavande befäl på en av kustflottans bogserbåtar, HMS Ajax, på 300 meters avstånd masterna på en främmande ubåt strax söder om Huvudskär utanför Sandhamn i Stockholms skärgård. En sjunkbomb fälldes mot ubåten men uppenbarligen utan resultat. Ubåtstypen identifierades av marinen som typ Whisky, en ubåtstyp som användes av den sovjetiska och polska marinen. Händelsen fäste uppmärksamheten på Östersjöns strategiska betydelse. Kränkningen har dock aldrig bekräftats, vare sig av sovjetiska/ryska myndigheter eller genom fysiska bevis. Däremot har marinens egna bilder indikerat att det som bombades var ett skeppsvrak och några stenhögar.
På morgonen den 28 oktober 1981 upptäcktes en kärnvapenbestyckad sovjetisk ubåt, U 137, på grund sydöst om Karlskrona örlogsbas inne på militärt skyddsområde. Från sovjetisk sida hävdades att intrånget skett på grund av navigationsfel. Den 5 november överlämnade utrikesminister Ullsten en skarp protestnot: "Den svenska regeringen kräver att Sovjetunionen förhindrar ett upprepande av denna grova kränkning mot Sverige och mot folkrättens fundamentala principer."
På hösten 1982 var det åter dags för ubåtsjakt i Hårsfjärden i Stockholms skärgård. Trots en omfattande jakt med användande av både sjunkbomber och minsprängningar lyckades inte marinen få tag i någon undervattensfarkost. Den 21 oktober tillsatte regeringen Ubåtskommissionen för att utreda händelserna i Hårsfjärden. Kommissionen leddes av den förre försvarsministern Sven Andersson. Övriga ledamöter var Carl Bildt (m), Lars Eliasson (c), Maj-Lis Lööw (s) samt Olle Svensson (s). När kommissionen lade fram sin rapport den 26 april 1983 pekade den ut Sovjetunionen som ansvarig, trots avsaknad av handfasta bevis. I sina memoarer berättar Thage G. Peterson hur statsminister Palme skällde ut Sven Andersson för att kommissionen ställde regeringen inför fait accompli. Palme var inte övertygad om att det handlade om sovjetiska ubåtar men regeringen överlämnade en protestnot till Sovjetunionen: "Kränkningarna utgör ett allvarligt brott mot folkrättsliga regler, vilkas upprätthållande är en förpliktelse och ett samfällt intresse för alla stater. De får tolkas som led i avsiktliga och olagliga försök att utforska det svenska sjöterritoriet."
Ubåtsfrågan ledde till att den partipolitiska enigheten i Sverige upphörde vad gäller säkerhetspolitiken. Vid riksdagens allmänpolitiska debatt den 6 februari 1985 ifrågasatte Moderaternas partiledare Ulf Adelsohn om inte regeringen använde dubbla budskap, det vill säga en hård linje offentligt mot Sovjetunionen men överslätande vid de egna kontakterna med sovjetiska företrädare. Palme replikerade att: "Nu har alla broar rivits vad gäller säkerhetspolitiken. Jag beklagar det djupt. Efter ett eventuellt regeringsskifte i höst väntar en helt ny säkerhetspolitik och en allvarlig fara för Sveriges fred."
Relationerna med Sovjetunionen förblev dåliga under första halvan av 1980-talet. I april 1986 besökte statsminister Carlsson Moskva och i januari 1988 gjorde premiärminister Ryzjkov ett svarsbesök i Stockholm. Vid detta besök kunde länderna komma överens om gränsdragningen i Östersjön, något som varit en tvistefråga sedan 1969.
De socialdemokratiska regeringarna under 1980-talet drog ned på omfattningen av kritiken av förhållanden i andra länder, jämfört med de borgerliga regeringarna. Målen för kritiken var dock ofta samma länder. Störst kritik riktades mot Sydafrika. Kritiken mot Israel ökade särskilt efter utbrottet av den palestinska intifadan 1987: "Solidaritet med det palestinska folket kräver också att vi kraftigt fördömer den israeliska ockupationspolitiken och dess metoder. Denna politik strider mot folkrättsliga och humanitära principer och kan aldrig rättfärdigas." Däremot minskade kritiken av PLO och palestinierna. Båda stormakterna kritiserades: Sovjetunionen för invasionen av Afghanistan och kriget där. USA kritiserades främst för sin hållning i olika länder i Centralamerika: "Det är absurt att påstå att arbetarna, bönderna, studenterna och medelklassen rest sig i Nicaragua, El Salvador och Guatemala därför att någon utländsk makt bett dem göra det. Däremot är det uppenbart att en utländsk makt, Förenta staterna, spelar en avgörande roll när det gäller att hålla vacklande diktaturer under armarna."
Under perioden förekom även meningsskiljaktigheter mellan Sverige och USA av olika anledningar. Ett sådant tillfälle var den så kallade Datasaabaffären där företaget Datasaab sålde ett datoriserat system, i princip en civil version av det svenska STRIL-60, för civil flygledning till Sovjetunionen. Militärt fick systemet sitt elddop i samband med den sovjetiska invasionen av Afghanistan. Då systemet innehöll amerikanska kretskort hade USA vägrat exporttillstånd men systemet, inklusive kretskorten, såldes ändå varpå TV-programmet Aktuellt avslöjade det hela på hösten 1980. Detta ledde till att Sverige vägrades köpa jaktroboten Robot 74 samt motorn till JAS 39 Gripen från USA. Eftersom Datasaab var delvis statligt ansåg USA att den svenska regeringen hade ett medansvar. Affären fortsatte till 1984 när Ericsson, som hade köpt Datasaab, fick böta motsvarande ca 32,5 miljoner svenska kronor till amerikanska staten (senare fördelade så att svenska staten betalade tio och Saab Scania AB 22,5 miljoner).
Även vad gäller USA:s roll i Centralamerika rådde det olika uppfattningar mellan Sverige och USA. Utrikesminister Ullsten hade förklarat att USA:s stöd till Duartes militärjunta i El Salvador försvårade möjligheten att få ett slut på inbördeskriget, ett uttalande som USA protesterade emot. Sveriges kritik av detta fortsatte under 1980-talet och blossade upp igen efter att statsminister Carlsson i en debattartikel i Aftonbladet den 3 februari 1988 uppmanade den amerikanska kongressen att rösta nej till president Reagans begäran om ytterligare anslag till contrasgerillan i Nicaragua. Till Nicaragua gav Sverige bistånd till sandinisterna som styrde Nicaragua. Eftersom Sverige under såväl socialdemokratiska som borgerliga regering kritiserat USA:s agerande i Centralamerika, förklarade USA vid ett par tillfällen framfördes att detta skulle kunna försämra Sveriges möjligheter att köpa avancerad krigssmateriel från USA, men detta omsattes aldrig i praktisk handling.
Ingemar Dörfer har i sin bok Nollpunkten : Sverige i det andra kalla kriget 1979–1986 (1991) sammanfattat Sveriges officiella säkerhetspolitiska dagordning 1984 i följande tio punkter:
- "Sverige erbjuder den tredje vägen mellan kommunism och rå kapitalism. Den demokratiska socialismen är framtidsvägen för jordens folk.
- Världsläget i allmänhet och det säkerhetspolitiska läget i Europa i synnerhet kan inte bedömas utifrån enbart västliga informationskällor. En negativ bild av Sovjetunionen är en djävulsbild och hindrar en framgångsrik dialog och korrekta relationer med detta land. Fredsforskning är en fruktbar metod att komma förbi dessa traditionella djävulsbilder.
- Tal om verkliga styrkeförhållanden i Europa är ett militariserande av tänkandet och förhindrar fortsatt avspänning. Inga amerikanska euromissiler bör baseras i Europa för att motverka den sovjetiska SS 20-uppbyggnaden.
- Krav på fred och frihet också i Östeuropa är korstågsanda och förhindrar fortsatt avspänning. Den europeiska situationen kommer att förbli låst och förstelnad.
- Det är vapnen och rustningsdynamiken som skapar spänningar och krigsrisker, inte de reella politiska motsättningarna mellan staterna.
- Kärnvapenavskräckning är av ondo som försvarsdoktrin. Kapprustningen är farlig och kan leda till kärnvapenkrig. Reaganadministrationen rör sig i riktning mot en warfighting strategy och försöker dessutom begränsa ett kommande kärnvapenkrig till Europa. Natos doktrin bör i första hand förändras till icke första användning av kärnvapen. Genom sin upprustning stör Reaganadministrationen jämvikten och innebär egentligen det större hotet mot freden.
- Gemensam säkerhet är det stora alternativet till kärnvapenavskräckning.
- Ett kärnvapenfritt Europa är önskvärt. Ett steg på vägen är kärnvapenfria zoner i Norden men också i Centraleuropa.
- Kärnvapenfrysning, helst i FN-regi, är en metod att bryta den onda rustningsspiralen.
- Det är viktigt att tala om rustningsläget i allmänhet och dess allmänna hot mot freden, inte det svenska läget med ubåtskränkningar i synnerhet med det specifika hotet mot den svenska freden. Tal om specifika hot mot Sverige måste tonas ned eftersom det ifrågasätter kålsuparteorin, försämrar Sveriges förhållande till den ena sidan och hotar Sveriges roll som fredsmäklare."[39]

## Sveriges försvar under kalla kriget

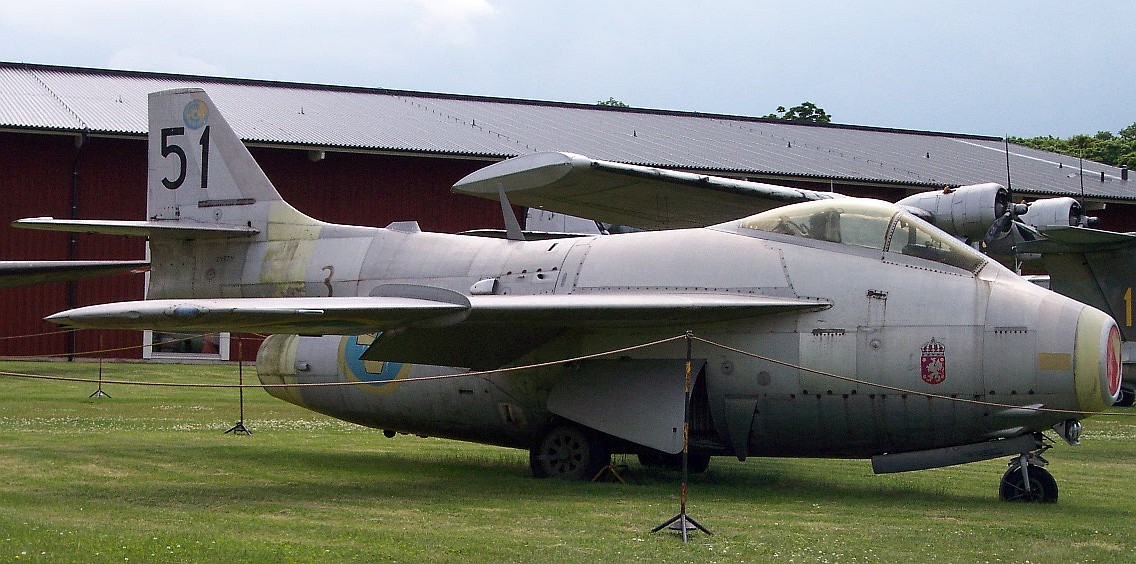
Ett viktigt mål i den svenska säkerhetspolitiken var inhemsk vapenproduktion. Ett exempel var det svensktillverkade stridsflygplanet Saab J29 eller Flygande tunnan

För att göra Sveriges vilja att vara neutral vid en stormaktskonflikt trovärdig satsade Sverige på ett starkt försvar under början av denna period. Försvarsbeslutet 1958 innebar att försvarsanslaget automatiskt räknades upp med 2,5 procent varje år, men den uppräkningen avskaffades i och med Försvarsbeslutet 1968. Försvarsbeslutet 1972 innebar kraftigt minskade försvarsanslag.
Frågan om Sverige skulle ha kärnvapen diskuterades särskilt under 1950-talet. Högerpartiet, Folkpartiet, militärledningen och Dagens Nyheter förespråkade anskaffandet av svenska kärnvapen. Deras argument för var att försvarets stridsvärde var lågt om det inte fanns egna kärnvapen.
Bland socialdemokraterna var åsikterna delade. Statsminister Erlander ville att Sverige inte skulle avstå från möjligheten att skaffa kärnvapen medan utrikesminister Undén var motståndare och menade att riskerna skulle öka; för Sovjetunionen fanns det skäl att slå till mot Sverige för att på så vis sätta de svenska kärnvapnen ur spel. Att det sistnämnda var den sovjetiska uppfattningen bekräftades 1958. I ett samtal som den svenske Moskvaambassadören Sohlman hade med den sovjetiske försvarsstabschefen marskalk Sokolovskij förklarade marskalken att denne var positiv till den svenska regeringens politik syftande till att vara neutral i händelse av krig. Beträffande atomvapenfrågan förklarade Sokolovskij dock att det inte skulle bli möjligt för Sovjetunionen att ta risken att respektera Sveriges neutralitet - om det lade sig till med kärnvapen. Om Sovjet visste att länder som Sverige förfogade över kärnvapen skulle det av säkerhetsskäl vara nödvändigt att redan i början av ett krig gå till anfall för att slå ut dessa vapen.
Sverige bedrev ett kärnvapenprogram i olika former 1945-1972; under den mest intensiva perioden med beteckningen "handlingsfrihetslinje"; 1967-1972 befann sig programmet i en avvecklingsfas. Frågan om svenska kärnvapen avfördes definitivt 1968 i och med att Sverige undertecknade icke-spridningsavtalet. En "rest" i form av  Ågesta Kärnkraftverk, startat 1963, utanför Farsta i södra Stockholm var i drift till 1974. Kärnkraftverket i Ågesta var en tungvattenreaktor med möjlighet att producera bränsle till kärnvapen.
Sverige valde i stället på att förlita sig på att hotet om vedergällning med brittiska och amerikanska kärnvapen skulle avskräcka ett sovjetiskt kärnvapenanfall.
Samtidigt förlitade sig Sverige också på att samma amerikanska och brittiska kärnvapen skulle användas mot sovjetiska baser i Baltikum och mot sovjetiska brohuvuden på svensk mark i händelse av ett invasionsförsök. Som en konsekvens av att det på detta vis förutsattes att väst skulle komma till Sveriges hjälp i händelse av krig fokuserades försvaret på fördröjningsstrid. Stora resurser satsades även på att kunna möta en kustinvasion men för att bekämpa uppmarschvägar i inlandet förlitade man sig på hjälp från allierade flygvapen och saknade därför nästan helt egen förmåga att bekämpa dessa. Då flygvapnet var beväpnat med brittiska och amerikanska jaktrobotar, vilka i krig snart skulle ta slut, förutsattes det även att väst skulle förse Sverige med dessa under krigstid.
Flygvapnet bestod av inhemska stridsflygplan som Tunnan, Lansen, Draken och Viggen. Avsikten var att i händelse av ofred eller krig sprida de flygande divisionerna över ett stort antal krigsbaser i Bas 60 och Bas 90-systemet. Dessa krigsbaser var även kompletterade med alternativa baser, främst reservvägbaser.
Under 1950-talet hade Sverige, näst Storbritannien, det starkaste flygvapnet i Västeuropa. Hela luftförsvaret var byggt för att försvara Sverige mot fientliga inflygningar från öster eller söder, det visar placeringen av radarstationerna och krigsbaserna. Den luftförsvarssektor som svarade för en stor del av luftrummet mot södra Norge saknade helt radartäckning av västgränsen, trots att de norska flygplatserna Sola och Gardermoen vid en krigssituation skulle användas av det amerikanska bombflyget. Trots formell fredstid dog 550 svenska stridspiloter perioden 1946-1991 under avancerade realistiska övningar på låga höjder och hundratals haverier.
Pansartrupperna var utrustade med stridsvagnar som den svenska Stridsvagn S och brittiska Centurion. Infanteriet var utrustade med bärbara pansarvärnsvapen.